# Sallaumines Communal Cemetery
Sallaumines Communal Cemetery is een begraafplaats gelegen in de Franse plaats Sallaumines (Pas-de-Calais). De militaire graven worden onderhouden door de Commonwealth War Graves Commission.
De begraafplaats telt geen geïdentificeerde graven: one unknown WW1 grave.